# Athemus okinawanus
Athemus okinawanus es una especie de coleóptero de la familia Cantharidae.

## Distribución geográfica
Habita en Japón.